# Uroctea sudanensis
Espèce
Uroctea sudanensis est une espèce d'araignées aranéomorphes de la famille des Oecobiidae.

## Distribution
Cette espèce se rencontre au Soudan, en Somalie et au Yémen.

## Description
Le mâle décrit par Rheims, Santos et van Harten, 2007 mesure 6,2 mm.

## Étymologie
Son nom d'espèce, composé de sudan et du suffixe latin -ensis, « qui vit dans, qui habite », lui a été donné en référence au lieu de sa découverte, le Soudan.

## Publication originale
- Benoit, 1966 : Contribution à la connaissance des Urocteidae africains (Aranea-Labidogn.). Bulletin & Annales de la Société Entomologique de Belgique, vol. 102, p. 191-195.